# Steinen (Bade-Wurtemberg)
Pour les articles homonymes, voir Steinen.
Steinen est une commune fusionnée allemande en Bade-Wurtemberg, située dans l'arrondissement de Lörrach et dépendant du district de Fribourg-en-Brisgau.

## Jumelage
- Cornimont (Vosges) (France) depuis 1983